# Гептадекацинкдинеодим
Гептадекацинкдинеодим — бинарное неорганическое соединение, интерметаллид
неодима и цинка
с формулой Nd2Zn17,
кристаллы.

## Получение
- Сплавление стехиометрических количеств чистых веществ:

{\displaystyle {\mathsf {2\;Nd+17\;Zn\ {\xrightarrow {950^{o}C}}\ Nd_{2}Zn_{17}}}}

## Физические свойства
Гептадекацинкдинеодим образует кристаллы двух модификаций:
- гексагональная сингония, пространственная группа P 63/mmc, параметры ячейки a = 0,9038 нм, c = 0,8842 нм, Z = 2, структура типа гептадеканикельдитория Th2Ni17, существует при температуре ниже 600°C [2];
- тригональная сингония, пространственная группа R 3m, параметры ячейки a = 0,9052 нм, c = 1,3236 нм, Z = 3, структура типа гептадекацинкдитория Th2Zn17, существует при температуре выше 600°C [3][4][5][6][7].

Соединение конгруэнтно плавится  при температуре 981°C
.